# Oborischte (Sofia)

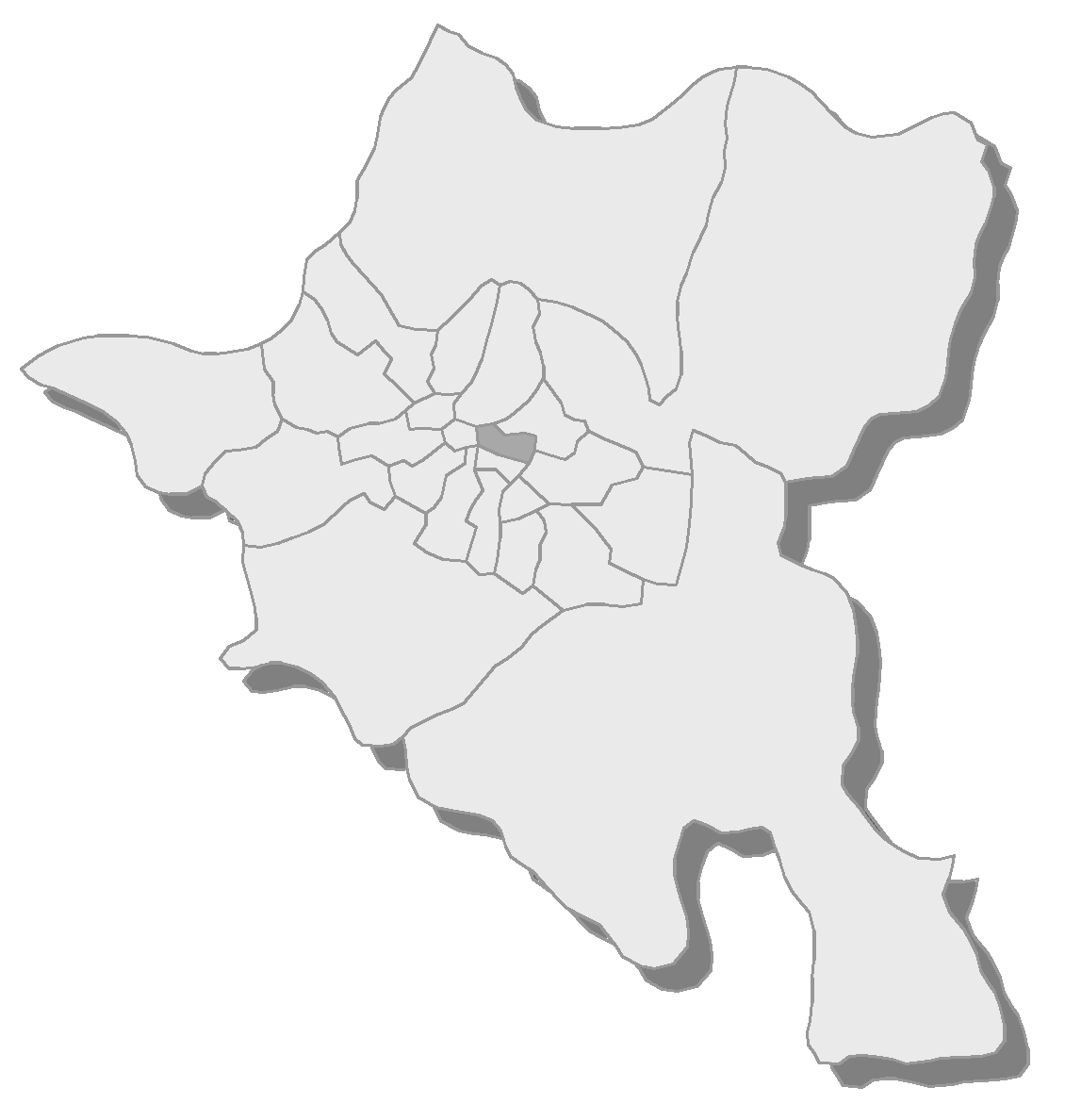
Lage in Sofioter Stadtgebiet

Oborischte ist einer der 24 Stadtbezirke von Sofia, der Hauptstadt Bulgariens. Der Bezirk umfasst auf einer Fläche von 30,7 km² den östlichen Teil des Stadtzentrums. Hier leben ca. 36 000 Einwohner.
Seit 1999 besteht zwischen dem Berliner Bezirk Friedrichshain-Kreuzberg und dem Sofioter Bezirk Oborischte eine Partnerschaft.

## Sehenswürdigkeiten
- Alexander-Newski-Kathedrale (Sofia), gilt als Wahrzeichen von Sofia[1]